# بسيط (هشترود)
بسيط هي قرية في مقاطعة هشترود، إيران. يقدر عدد سكانها بـ 599 نسمة بحسب إحصاء 2016.